# Venusia purpuraria
Venusia purpuraria är en fjärilsart som beskrevs av George Francis Hampson 1895. Venusia purpuraria ingår i släktet Venusia och familjen mätare. Inga underarter finns listade i Catalogue of Life.